# Indische roezet
De Indische roezet  (Latidens salimalii) is een vleermuis uit de familie der vleerhonden (Pteropodidae). Het is een zeer zeldzame vleerhond uit het monotypische geslacht Latidens. Hij is vernoemd naar de Indiase ornitholoog en natuurbeschermer Salim Ali en heet in het Engels Salim Ali's fruit bat.

## Beschrijving
De Indische roezet is een middelgrote vleerhond zonder duidelijke staart. Voor de ontdekking in 1972 werd het dier gedetermineerd als een soort kortneusvleerhond (Cynopterus). De oren zijn ovaal, de kop is overdekt met een bruinzwarte vacht. De vleugels zijn lichtbruin van kleur en van onder is deze roezet grijsbruin. Het dier heeft een spitse snuit en vooral het gebit en de monddelen zijn karakteristiek.

## Taxonomie
De Indische roezet werd al in 1948 verzameld in Zuid-India maar pas in 1972 als andere soort ontdekt door de Indiase ornitholoog Salim Ali en daarna  door Thonglongya beschreven.

## Leefgebied
De Indische roezet is een vleerhond die in grotten verblijft en zeer gevoelig is voor verstoring. Het dier leeft in altijd groenblijvende bergwouden en in koffieplantages en foerageert op vijgen en verse vruchten van de Elaeocarpus oblongus (Elaeocarpaceae).
Het is een zeer zeldzame en kwetsbare soort vleerhond die bedreigd wordt door jacht (het dier speelt een rol bij de bereiding van traditionele medicijnen), verstoring en vernietiging van het leefgebied en staat daarom als bedreigd op  op de Rode Lijst van de IUCN.